# Дія групи
Ді́я групи {\displaystyle G} на множині {\displaystyle X} — це
відображення
{\displaystyle G\times X\to X,\quad (g,x)\mapsto gx,}
що має властивості:
- {\displaystyle \ g(hx)=(gh)x}
- {\displaystyle \ ex=x}

для всіх {\displaystyle g,h\in G,x\in X,} де {\displaystyle \ e} — це нейтральний елемент {\displaystyle G.}
З аксіом групи випливає, що для кожного {\displaystyle g\in G,} відображення множини {\displaystyle \ X} до себе за формулою {\displaystyle x\mapsto gx}
є бієкцією або автоморфізмом {\displaystyle \ X.}

## Типи дій
- Вільна, якщо для будь-яких {\displaystyle g,\;h\in G} не рівних між собою і довільного {\displaystyle m\in M} виконується {\displaystyle \ gm\neq hm}.
- Транзитивна якщо для будь-яких {\displaystyle m,\;n\in M} існує {\displaystyle g\in G} такий, що {\displaystyle gm=n}, тобто якщо {\displaystyle Gm=M} для довільного {\displaystyle m\in M}.
- Ефективна, якщо для довільних {\displaystyle g,\;h\in G} існує {\displaystyle m\in M} такий, що {\displaystyle gm\neq hm}.

## Орбіти елементів
Підмножина
{\displaystyle Gm=\{gm\mid g\in G\}\subset M}
називається орбітою елемента {\displaystyle m\in M}.
Дія групи {\displaystyle G} на множині {\displaystyle M} визначає на ній відношення еквівалентності
{\displaystyle \forall n,\;m\in M\;(n\sim _{G}m)\Longleftrightarrow (\exists g\in G\;gn=m)\Longleftrightarrow (Gn=Gm).}

### Стабілізатор
Підмножина
{\displaystyle G_{m}=\{g\in G\mid gm=m\}\subset G}
є підгрупою групи {\displaystyle G} і називається стабілізатором елемента {\displaystyle m\in M}.
Стабілізатори елементів однієї орбіт спряжені, тобто якщо {\displaystyle n\sim _{G}m}, то існує такий елемент {\displaystyle g\in G}, що
{\displaystyle G_{m}=gG_{n}g^{-1}.}

### Кількість елементів в орбіті
Загальна кількість елементів в орбіті елемента {\displaystyle m\in M} визначається за формулою:
{\displaystyle |Gm|=[G:G_{m}]}, де {\displaystyle G_{m}} — стабілізатор елемента {\displaystyle m} і {\displaystyle [G:G_{m}]} — індекс підгрупи {\displaystyle G_{m}\subset G}, що для скінченних груп рівний {\displaystyle {\frac {|G|}{|G_{m}|}}}.
Справді нехай елемент n належить до орбіти елемента m, припустимо n = gm для деякого {\displaystyle g\in G.}
Визначимо тепер відображення f(n)=nH, де H=Gm  - стабілізатор елемента m. Дане означення відображеняя з множини елементів орбіти m на множину лівих класів суміжності по H ' є несуперечливим, адже якщо y=g1x=g2x то {\displaystyle g^{-1}{2}g{1}\in H} і як наслідок g1H=g2H.
Зважаючи на довільність вибору g, одержуємо, що відображення є сюр'єктивним. З іншого боку якщо g1H=g2H тоді {\displaystyle g^{-1}{2}g{1}\in H} і згідно з означенням стабілізатора {\displaystyle g^{-1}{2}g{1}x=x,} звідки випливає g1x=g2x. Тобто відображення є ін'єктивним і значить бієктивним. Тобто потужність орбіти рівна потужності лівих класів суміжності по H, тобто за означенням рівна індексу підгрупи H, що доводить твердження
Якщо {\displaystyle M=Gm_{1}\sqcup Gm_{2}\sqcup \ldots \sqcup Gm_{k}}, то
{\displaystyle |M|=\sum _{t=1}^{k}[G:G_{m_{t}}]} — формула розбиття на орбіти.
Звідси випливають наступні тотожності:
1. {\displaystyle \forall m\in M\;\sum _{n\in Gm}|G_{n}|=|G|;}
2. {\displaystyle \sum _{m\in M}|G_{m}|=k|G|;}
3. Лема Бернсайда

## Варіації та узагальнення
- Псевдогрупа перетворень

### Українською
- Гаврилків В. М. Елементи теорії груп та теорії кілець. — І.-Ф.  : Голіней, 2023. — 153 с.
- Ганюшкін О. Г., Безущак О. О. Теорія груп: Навчальний посібник для студентів механіко–математичного факультету. — Київ : ВПЦ "Київський університет", 2005.(укр.)

### Іншими мовами
- Курош А. Г. Теория групп. — 3-е изд. — Москва : Наука, 1967. — 648 с. — ISBN 5-8114-0616-9.(рос.)
- Ленг С. Алгебра. — Москва : Мир, 1968. — 564 с. — ISBN 5458320840.(рос.)
- Винберг Э. Б. Курс алгебри. — 4-е изд. — Москва : МЦНМО, 2011. — 592 с. — ISBN 978-5-94057-685-3.(рос.)

- Джозеф Ротман[en]. An Introduction to the Theory of Groups. — 4th. — Springer (Graduate Texts in Mathematics), 1994. — 532 с. — ISBN 978-0387942858.(англ.)